# Garcinia pachyclada
Garcinia pachyclada är en tvåhjärtbladig växtart som beskrevs av N. Robson. Garcinia pachyclada ingår i släktet Garcinia och familjen Clusiaceae. Inga underarter finns listade i Catalogue of Life.